# Akihito vanuatu
Akihito vanuatu е вид лъчеперка от семейство попчеви (Gobiidae).

## Разпространение
Видът е разпространен във Вануату.